# Dana Dluhošová
Dana Dluhošová (* 1959) je česká ekonomka a vysokoškolská pedagožka na VŠB – Technické univerzitě v Ostravě.

## Život
Narodila se v prosinci 1959. Na Ekonomické fakultě VŠB – Technické univerzity v Ostravě absolvovala obor Ekonomika průmyslu (1982), od roku 1983 působila na fakultě jako odborná asistentka. Následovalo doktorské studium v oboru Podnikatelství a management (1998), potom se habilitovala v oboru Finance (2002) a v roce 2008 byla jmenována profesorkou pro obor Finance.
V letech 1991 až 2008 vedla katedru financí, v roce 2008 se stala děkankou fakulty, což provázely kontroverze ze strany některých pedagogů a studentů fakulty. Od roku 2016 zastává pozici proděkanky pro strategii, doktorská studia a vnější vztahy.
Odborně se zaměřuje na problematiku finančního řízení firem, finančního rozhodování, analýzu finanční výkonnosti firem a odvětví, oceňování podniků, kalkulačních systémů a tvorby kalkulací, rozhodovacích metod pro účely řízení nákladů, reálných opcí.